# TSF (czołg)
TSF – francuski nieuzbrojony czołg lekki z okresu I wojny światowej wyposażony w radiostację, służący do utrzymywania łączności pomiędzy oddziałami pancernymi a wyższym dowództwem. Zbudowany w oparciu o podwozie czołgu lekkiego Renault FT, w którym obrotową wieżę zastąpiono nieruchomą opancerzoną nadbudówką mieszczącą radiostację E 10ter. Załogę pojazdu powiększono do trzech osób (w Renault FT załogę stanowiły dwie osoby).

## Historia
W latach 1918–1919 zbudowano około 200 pojazdów tego typu. W służbie przetrwały do II wojny światowej. W Polsce służyło 6 takich wozów, które Polska zakupiła w latach dwudziestych od Francji (o numerach seryjnych od 2001 do 2006).

## Plany i modele
- Czołg lekki Renault TSF, skala 1:72, RPM.